# Михайлівка (Кропивницький район)
Миха́йлівка — село в Україні, в Олександрівській селищній громаді Кропивницького району Кіровоградської області. Населення становить близько 2 тисячі осіб. Колишній центр Михайлівської сільської ради.

## Географія
У селі річка Нерубайка впадає у річку Інгулець.

## Населення
Згідно з переписом УРСР 1989 року чисельність наявного населення села становила 2425 осіб, з яких 1080 чоловіків та 1345 жінок.
За переписом населення України 2001 року в селі мешкало 2128 осіб.

### Мова
Розподіл населення за рідною мовою за даними перепису 2001 року:
| Мова       | Відсоток |
| ---------- | -------- |
| українська | 93,11 %  |
| циганська  | 3,05 %   |
| російська  | 2,81 %   |
| вірменська | 0,37 %   |
| білоруська | 0,23 %   |
| молдовська | 0,19 %   |
| інші       | 0,24 %   |

## Постаті
- Бойко Роман Вікторович (1988—2014) — солдат Збройних сил України, учасник російсько-української війни.
- Близнюк Василь Ігнатович
- Молоков-Журський Павло Петрович (1894—1937) — український радянський вчений-агроном, лісовод, геолог, педагог, краєзнавець.

Село Михайлівка пережило тяжкі періоди свого розвитку,  в тому числі сталінські репресії 1937 року. Минуло рівно 81 рік з дня трагедії для села Михайлівка — страта  через розстріл 27 грудня 1937 року сімох його мешканців:
- Близнюк Василя Ігнатовича, 1893 року народження,
- Голик Івана Кузьмича,  1879 року народження,
- Кондратенко Павла Андрійовича, 1881 року народження,
- Литвинова Кузьми Леонтійовича, 1895 року народження,
- Тарасенко Максима Івановича, 1899 року народження,
- Тарасенко Гаврила Івановича,  1889 року народження.
- Тарасенко Григорія Федоровича, 1890 року народження.
- Восени 1937 року під час безпідставного та незаконного переслідування померла від серцевого нападу жителька села Михайлівка Калюка Фекла, яка фактично стала жертвою такого переслідуванням.[5]

Вирок щодо мешканців села Михайлівка був прийнятий 26 листопада 1937 року «особливою трійкою  УНКВС Миколаївської області» (перший секретар обкому, начальник обласного НКВС, обласний прокурор) без будь — якого суду, на підставі фальшованих матеріалів, що були підготовлені  начальником Єлисавградського відділення НКВС, лейтенантом держбезпеки Даровим Ф. І.
Вирок відбувся на безпідставному обвинуваченні «особливою трійкою  УНКВС Миколаївської області» мешканців села Михайлівка стосовно їх участі в "українсько- націоналістичній організації «Просвіта» та в есерівській організації «борьбістів».
Зазначене було наслідком виконання каральними органами колишнього СРСР злочинного рішення політбюро ЦК ВКП(б) від 2 липня 1937 р. «Про антирадянські елементи» та таємного оперативного наказу № 00447 НКВС СРСР від 30 липня 1937 р.
В Постанові слідчих органів Особливої інспекції КДБ при Раді Міністрів УРСР від 21 вересня 1957 року (м. Київ) відзначено, що під час повторного розслідування зазначеної справи протягом 1956—1957 років, у селі Михайлівка не виявлено ніяких антирадянських організацій. Також було встановлено, що лейтенант держбезпеки Даров «фальшував покази свідків, що привело до тяжких наслідків» (страти невинних людей). 
У 1957 році зазначені мешканці села Михайлівка були повність реабілітовані. Ми повинні пам'ятати  ці трагічні події та бути готові захистити Україну від головного ворога, який був у 1937 році і сьогодні — це Росія і комуністична ідеологія, які мають за мету знищення України та українського народу.
- Примітка: Цей матеріал підготовлений на основі Слідчой справи № 27144 «УМГБ — УССР» щодо обвинувачення «Близнюка Василия Игнатовича и других (всего 7 чел.) По ст. 54-7 и 206-17 „б“ УК», яка зберігається в Архіві СБУ Кіровоградської области за № 3848.